# Coilostylis clavata
Coilostylis clavata, tên trước đây Epidendrum purpurascens, là một loài lan trong chi Coilostylis.

## Hình ảnh

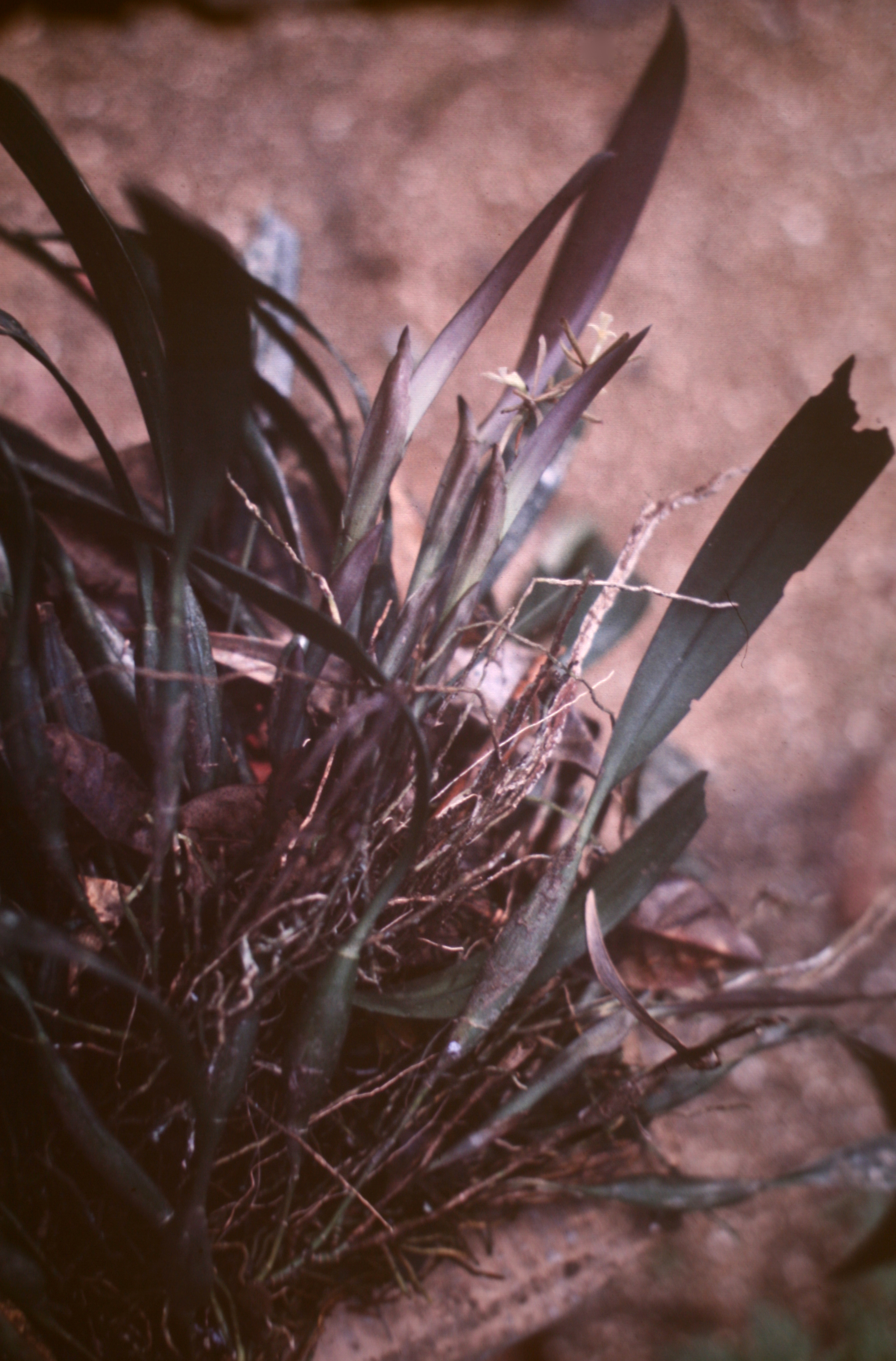
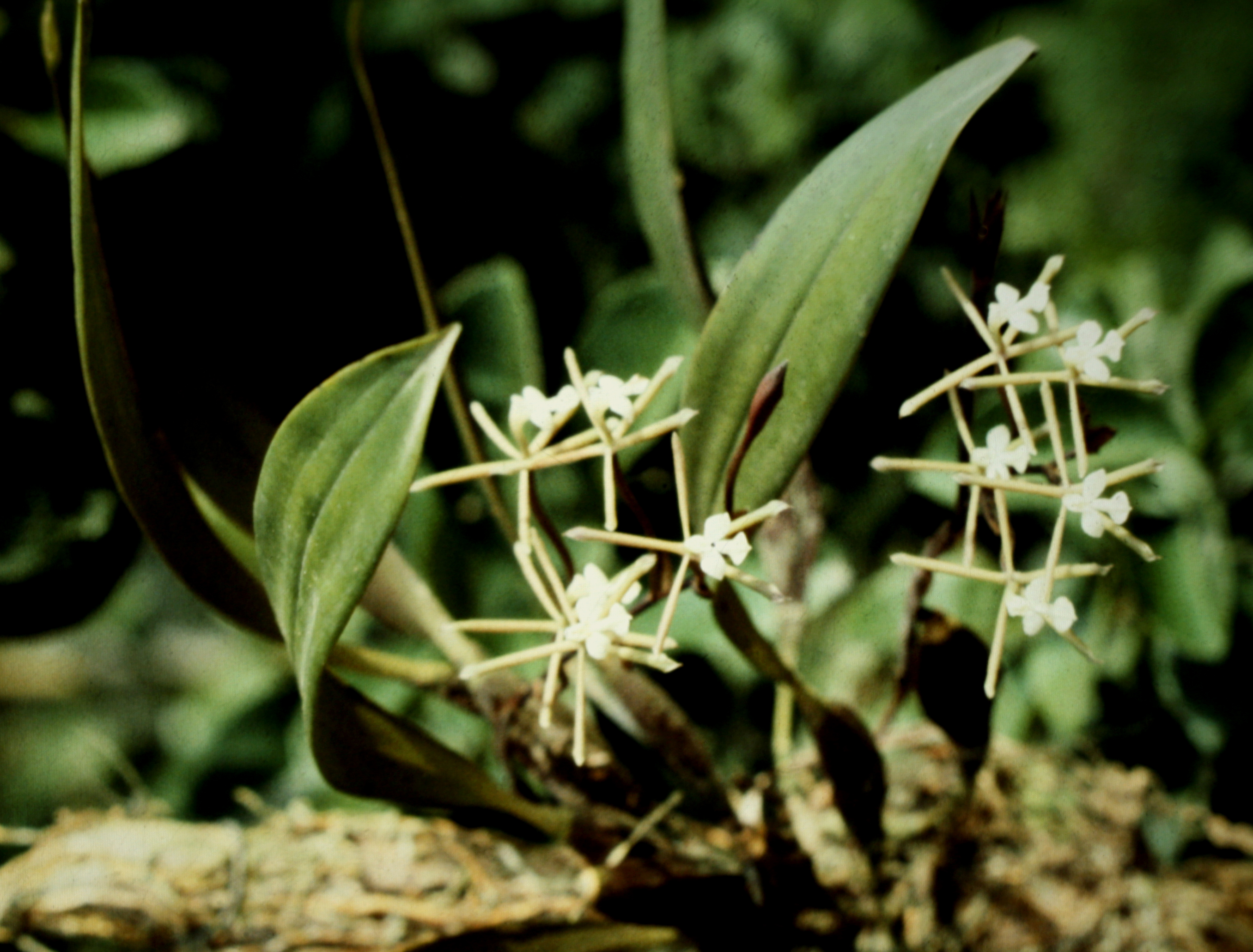
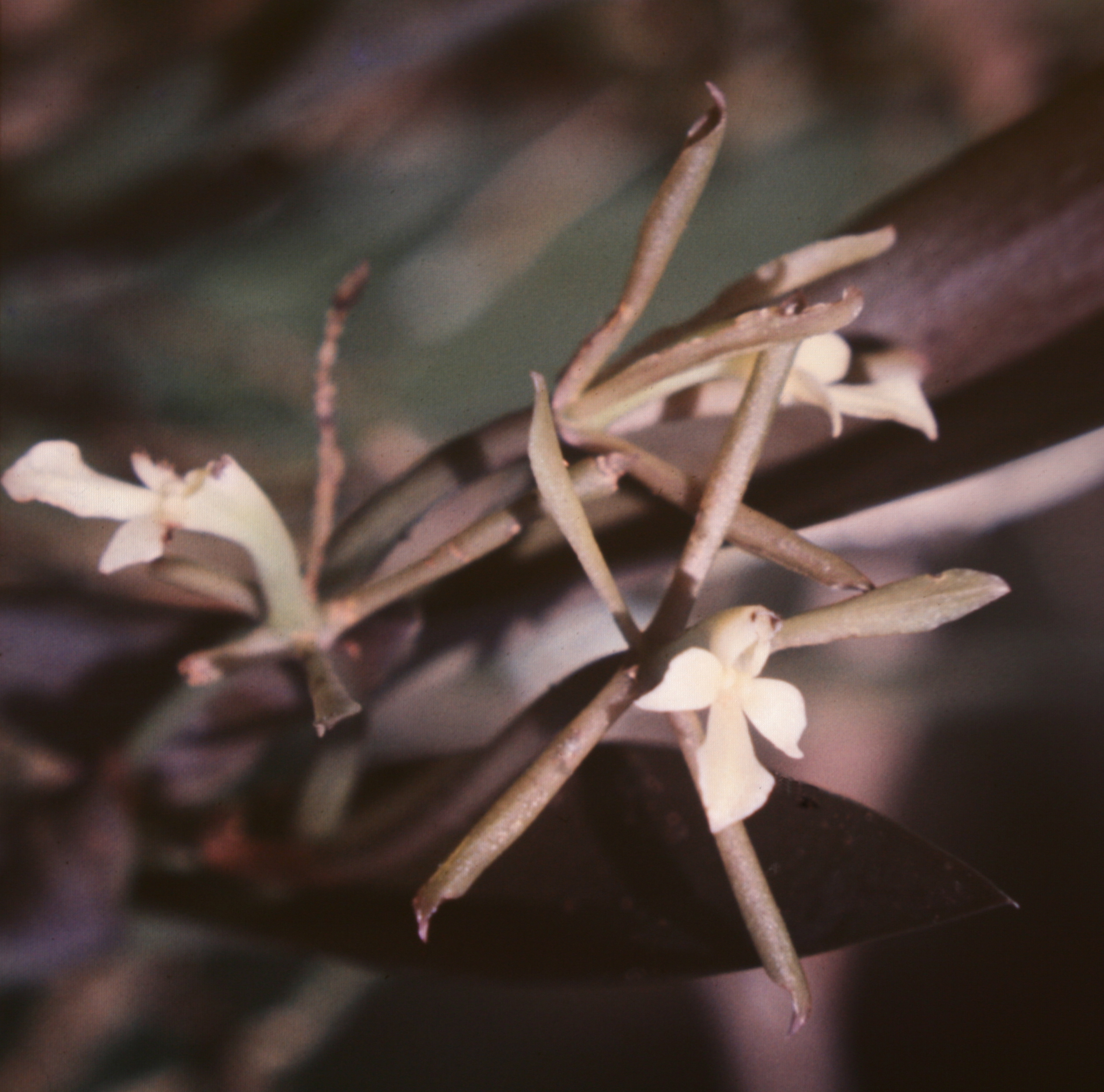